# Thomas Keith Glennan

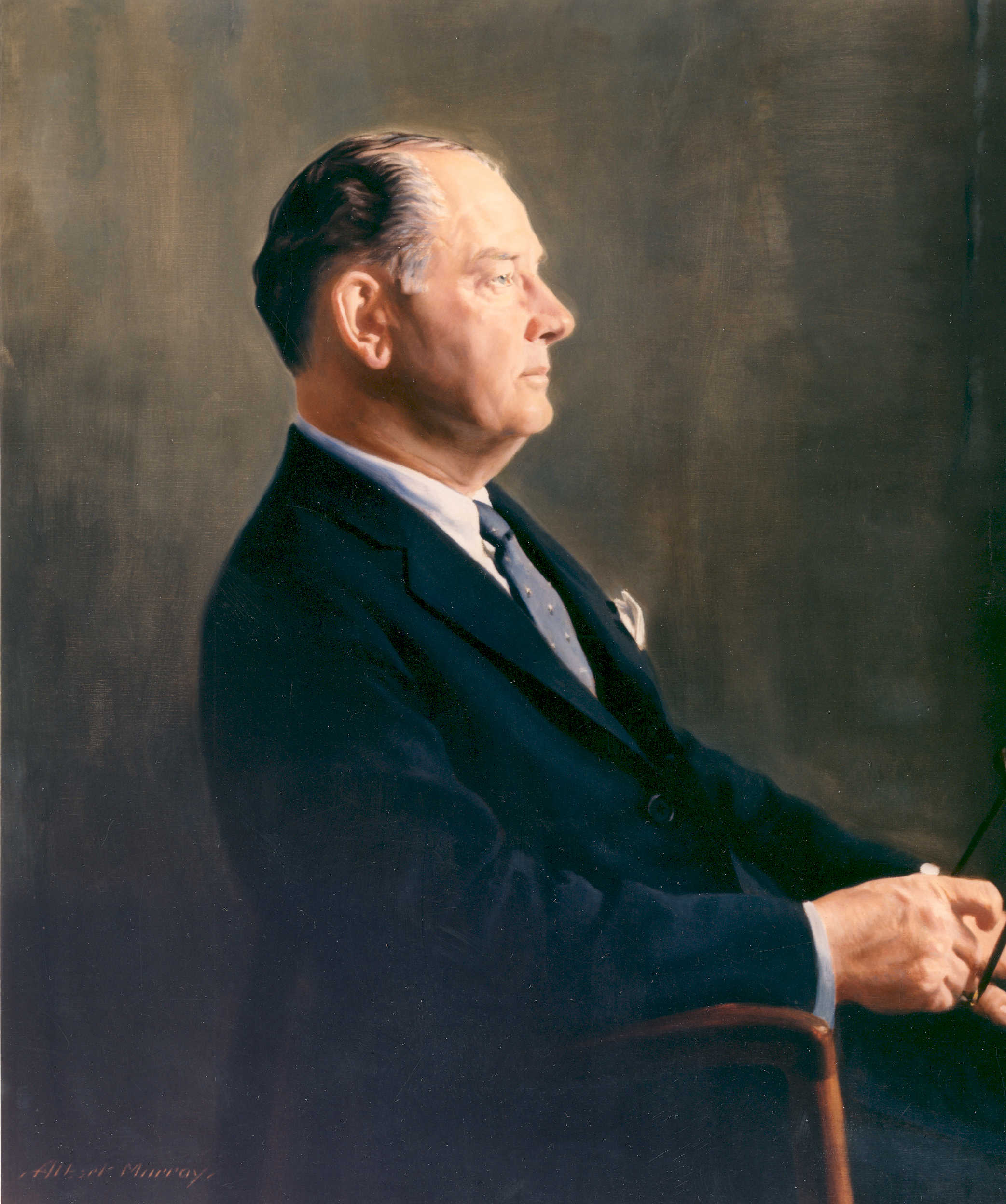
Thomas Keith Glennan (1964)

Thomas Keith Glennan (* 8. September 1905 in Enderlin, North Dakota, USA; † 11. April 1995 in Mitchellville, Maryland) war zwischen August 1958 und Januar 1961 der erste Leiter der US-Raumfahrtbehörde NASA.
Glennan schloss sein Studium der Elektrotechnik an der Sheffield Scientific School  der Yale University 1927 ab. Er wurde Leiter der  Electrical Research Products Company, einem Tochterunternehmen der Western Electric. Später wurde er Studiomanager bei Paramount Pictures und arbeitete kurzzeitig bei der Vega Airplane Corporation. 1942 begann er bei der Kriegsforschung an der Columbia University mitzuarbeiten. Zuerst war er dort Administrator, dann Direktor der U.S. Navy's Underwater Sound Laboratories (Labors für die Erforschung von Unterwassergeräuschen der US Navy) in New London, Connecticut. Von 1950 bis 1952 gehörte er der Atomic Energy Commission an. 1958 wurde er in die American Academy of Arts and Sciences gewählt. Von 1970 bis 1973 war er als Nachfolger von Henry De Wolf Smyth diplomatischer Vertreter der Vereinigten Staaten bei der Internationalen Atomenergieorganisation.